# Olympische Sommerspiele 2012/Schwimmen – 100 m Freistil (Männer)
Der Wettbewerb über 100 Meter Freistil der Männer bei den Olympischen Spielen 2012 in London wurde am 31. Juli und 1. August 2012 im London Aquatics Centre ausgetragen. 60 Athleten nahmen daran teil.
Es fanden acht Vorläufe statt. Die 16 schnellsten Schwimmer aller Vorläufe qualifizierten sich für die zwei Halbfinals, die am gleichen Tag ausgetragen wurden. Auch hier qualifizierten sich die Finalteilnehmer über die acht schnellsten Zeiten beider Halbfinals.
Abkürzungen:

WR = Weltrekord, OR = olympischer Rekord, NR = nationaler Rekord

ER = Europarekord, NAR = Nordamerikarekord, SAR = Südamerikarekord, ASR = Asienrekord, AFR = Afrikarekord, OZR = Ozeanienrekord

## Bestehende Rekorde
| Weltrekord         | César Cielo ( Brasilien)     | 46,91 s | Rom, Italien                | 30. Juli 2009   |
| Olympischer Rekord | Eamon Sullivan ( Australien) | 47,05 s | Peking, Volksrepublik China | 13. August 2008 |

## Titelträger
| Olympiasieger | Alain Bernard ( Frankreich)   | 47,21 s | Peking 2008   |
| Weltmeister   | James Magnussen ( Australien) | 47,63 s | Shanghai 2011 |
| Europameister | Filippo Magnini ( Italien)    | 48,77 s | Debrecen 2012 |

## Vorlauf

### Vorlauf 1
31. Juli 2012
| Platz | Name             | Nation    | Zeit        | Anmerkung |
| ----- | ---------------- | --------- | ----------- | --------- |
| 1     | Mamadou Soumaré  | Mali      | 57,32 s     |           |
| 2     | Ahmed Husam      | Malediven | 57,53 s     |           |
| 3     | Ammaar Ghadiyali | Tansania  | 1:01,07 min |           |
| 4     | Beni Binobagira  | Burundi   | 1:04,57 min |           |

### Vorlauf 2
31. Juli 2012
| Platz | Name             | Nation       | Zeit    | Anmerkung |
| ----- | ---------------- | ------------ | ------- | --------- |
| 1     | Esau Simpson     | Grenada      | 53,26 s |           |
| 2     | Sergei Krowjakow | Turkmenistan | 54,43 s | NR        |
| 3     | Paul Elaisa      | Fidschi      | 54,87 s |           |
| 4     | Niall Roberts    | Guyana       | 55,66 s |           |
| 5     | Andrjein Tamir   | Mongolei     | 56,37 s |           |
| 6     | Shane Mangroo    | Seychellen   | 56,46 s |           |
| 7     | Yasser Núñez     | Nicaragua    | 57,11 s |           |
| 8     | Israr Hussain    | Pakistan     | 57,86 s |           |

### Vorlauf 3
31. Juli 2012
| Platz | Name               | Nation    | Zeit    | Anmerkung |
| ----- | ------------------ | --------- | ------- | --------- |
| 1     | Sidni Hoxha        | Albanien  | 51,11 s | NR        |
| 2     | Kevin Avila Soto   | Guatemala | 51,44 s |           |
| 3     | Andrew Chetcuti    | Malta     | 51,67 s | NR        |
| 4     | Jemal le Grand     | Aruba     | 51,86 s |           |
| 5     | Andrew Rutherfurd  | Bolivien  | 52,57 s |           |
| 6     | Mohammad Bidarian  | Iran      | 52,93 s |           |
| 7     | Christopher Duenas | Guam      | 53,37 s |           |
| 8     | Mikayel Koloyan    | Armenien  | 53,82 s |           |

### Vorlauf 4
31. Juli 2012
| Platz | Name                    | Nation                       | Zeit    | Anmerkung |
| ----- | ----------------------- | ---------------------------- | ------- | --------- |
| 1     | Kemal Arda Gürdal       | Türkei                       | 49,71 s |           |
| 2     | Uvis Kalniņš            | Lettland                     | 49,96 s |           |
| 3     | Ben Hockin              | Paraguay                     | 50,12 s |           |
| 4     | Nabil Kebbab            | Algerien                     | 50,37 s |           |
| 5     | Yauhen Zurkin           | Belarus                      | 50,53 s |           |
| 6     | Gabriel Melconian Alvez | Uruguay                      | 50,68 s |           |
| 7     | Branden Whitehurst      | Amerikanische Jungferninseln | 51,04 s |           |
| —     | George Bovell           | Trinidad und Tobago          | DNS     |           |

Benjamin Hockin, dessen Vater Brite ist, war bei den Olympischen Spielen 2008 in Peking Mitglied der britischen 4-mal-100-Meter-Freistilstaffel.

### Vorlauf 5
31. Juli 2012
| Platz | Name                | Nation       | Zeit    | Anmerkung |
| ----- | ------------------- | ------------ | ------- | --------- |
| 1     | Norbert Trandafir   | Rumänien     | 49,02 s |           |
| 2     | Martin Verner       | Tschechien   | 49,49 s |           |
| 3     | David Dunford       | Kenia        | 49,60 s |           |
| 4     | Mindaugas Sadauskas | Litauen      | 49,78 s |           |
| 5     | Dominik Meichtry    | Schweiz      | 49,95 s |           |
| 6     | Kristian Gkolomeev  | Griechenland | 50,08 s |           |
| —     | Lü Zhiwu            | China        | DNS     |           |
| —     | Dominik Kozma       | Ungarn       | DNS     |           |

### Vorlauf 6
31. Juli 2012
| Platz | Name            | Nation             | Zeit    | Anmerkung |
| ----- | --------------- | ------------------ | ------- | --------- |
| 1     | Nathan Adrian   | Vereinigte Staaten | 48,19 s |           |
| 2     | Gideon Louw     | Südafrika          | 48,29 s |           |
| 3     | Brett Fraser    | Cayman Islands     | 48,54 s |           |
| 4     | Nikita Lobinzew | Russland           | 48,60 s |           |
| 5     | César Cielo     | Brasilien          | 48,67 s |           |
| 6     | Filippo Magnini | Italien            | 49,18 s |           |
| 7     | Adam Brown      | Großbritannien     | 49,20 s |           |
| —     | Danila Isotow   | Russland           | DNS     |           |

### Vorlauf 7
31. Juli 2012
| Platz | Name             | Nation      | Zeit    | Anmerkung |
| ----- | ---------------- | ----------- | ------- | --------- |
| 1     | Pieter Timmers   | Belgien     | 48,54 s | NR        |
| 2     | Konrad Czerniak  | Polen       | 48,67 s |           |
| 3     | James Roberts    | Australien  | 48,93 s |           |
| 3     | Yannick Agnel    | Frankreich  | 48,93 s |           |
| 5     | Hanser García    | Kuba        | 48,97 s |           |
| 6     | Marco di Carli   | Deutschland | 49,03 s |           |
| 7     | Graeme Moore     | Südafrika   | 49,29 s |           |
| 8     | Nicolas Oliveira | Brasilien   | 49,51 s |           |

### Vorlauf 8
31. Juli 2012
| Platz | Name                  | Nation             | Zeit    | Anmerkung |
| ----- | --------------------- | ------------------ | ------- | --------- |
| 1     | Sebastiaan Verschuren | Niederlande        | 48,37 s |           |
| 2     | James Magnussen       | Australien         | 48,38 s |           |
| 3     | Brent Hayden          | Kanada             | 48,53 s |           |
| 4     | Cullen Jones          | Vereinigte Staaten | 48,61 s |           |
| 5     | Fabien Gilot          | Frankreich         | 48,95 s |           |
| 6     | Shaune Fraser         | Cayman Islands     | 48,99 s |           |
| 7     | Luca Dotto            | Italien            | 49,43 s |           |
| 8     | Stefan Nystrand       | Schweden           | 49,55 s |           |

Shaune und Brett Fraser von den Cayman Islands, die sich für das Halbfinale qualifizierten, sind Brüder.

## Halbfinale

### Lauf 1
31. Juli 2012
| Platz | Name            | Nation         | Zeit    | Anmerkung |
| ----- | --------------- | -------------- | ------- | --------- |
| 1     | James Magnussen | Australien     | 47,63 s |           |
| 2     | César Cielo     | Brasilien      | 48,17 s |           |
| 3     | Nikita Lobinzew | Russland       | 48,38 s |           |
| 4     | Gideon Louw     | Südafrika      | 48,44 s |           |
| 5     | Fabien Gilot    | Frankreich     | 48,49 s |           |
| 6     | James Roberts   | Australien     | 48,57 s |           |
| 7     | Brett Fraser    | Cayman Islands | 48,92 s |           |
| 8     | Shaune Fraser   | Cayman Islands | 49,07 s |           |

### Lauf 2
31. Juli 2012
| Platz | Name                  | Nation             | Zeit    | Anmerkung |
| ----- | --------------------- | ------------------ | ------- | --------- |
| 1     | Nathan Adrian         | Vereinigte Staaten | 47,97 s |           |
| 2     | Hanser García         | Kuba               | 48,04 s | NR        |
| 3     | Sebastiaan Verschuren | Niederlande        | 48,13 s |           |
| 4     | Brent Hayden          | Kanada             | 48,21 s |           |
| 5     | Yannick Agnel         | Frankreich         | 48,23 s |           |
| 6     | Konrad Czerniak       | Polen              | 48,44 s |           |
| 7     | Pieter Timmers        | Belgien            | 48,57 s |           |
| 8     | Cullen Jones          | Vereinigte Staaten | 48,60 s |           |

## Finale
1. August 2012, 20:20 Uhr MEZ
| Platz | Name                  | Nation             | Zeit    | Anmerkung |
| ----- | --------------------- | ------------------ | ------- | --------- |
| 1     | Nathan Adrian         | Vereinigte Staaten | 47,52 s |           |
| 2     | James Magnussen       | Australien         | 47,53 s |           |
| 3     | Brent Hayden          | Kanada             | 47,80 s |           |
| 4     | Yannick Agnel         | Frankreich         | 47,84 s |           |
| 5     | Sebastiaan Verschuren | Niederlande        | 47,88 s |           |
| 6     | César Cielo           | Brasilien          | 47,92 s |           |
| 7     | Hanser García         | Kuba               | 48,04 s | NR        |
| 8     | Nikita Lobinzew       | Russland           | 48,44 s |           |

Brent Hayden ist der erste kanadische Medaillengewinner über 100 Meter Freistil.

Dem Kubaner García gelang es, in diesem olympischen Wettbewerb den kubanischen Landesrekord in dieser Disziplin gleich zwei Mal zu verbessern.

## Bildergalerie

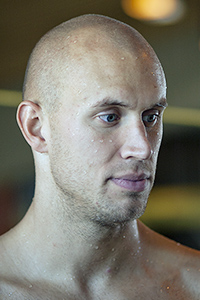
Brent Hayden (CAN), Gewinner der Bronzemedaille
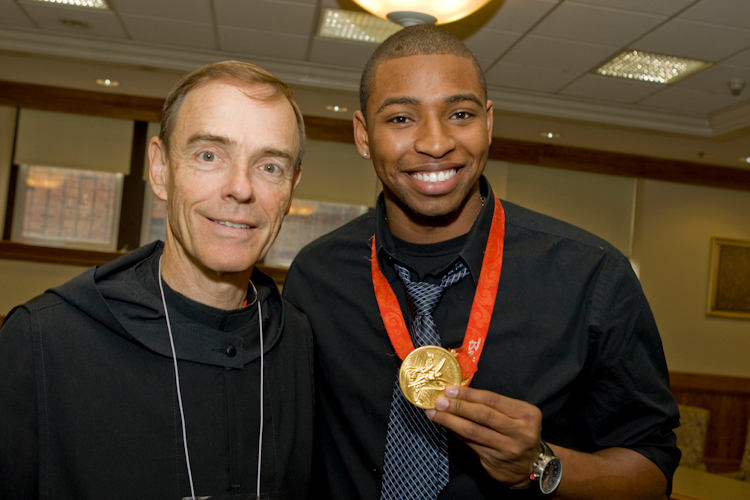
Cullen Jones (USA), nach den Spielen von Peking, scheitert im Halbfinale
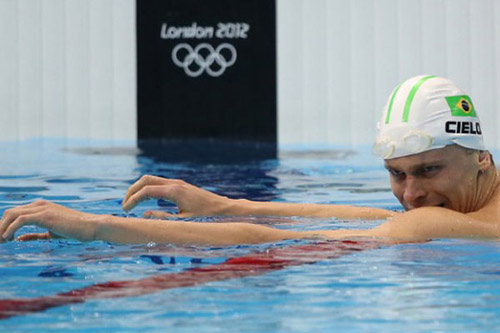
César Cielo (BRA), Bronzemedaillist von Peking, wird im Finale Sechster

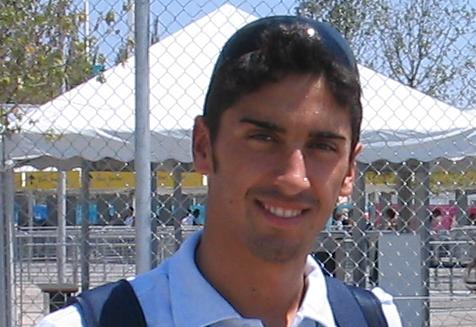
Filippo Magnini (ITA), amtierender Europameister, scheidet im Vorlauf aus
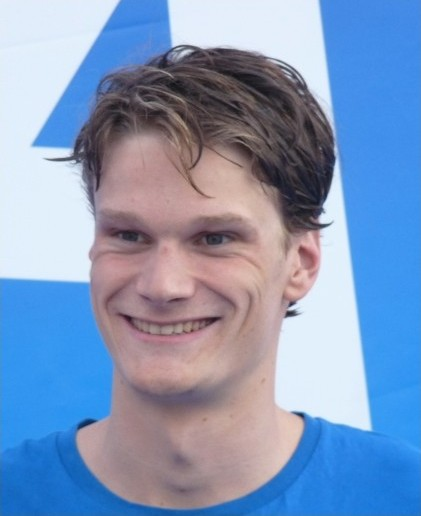
Yannick Agnel (FRA) schwimmt im Finale auf Platz 4
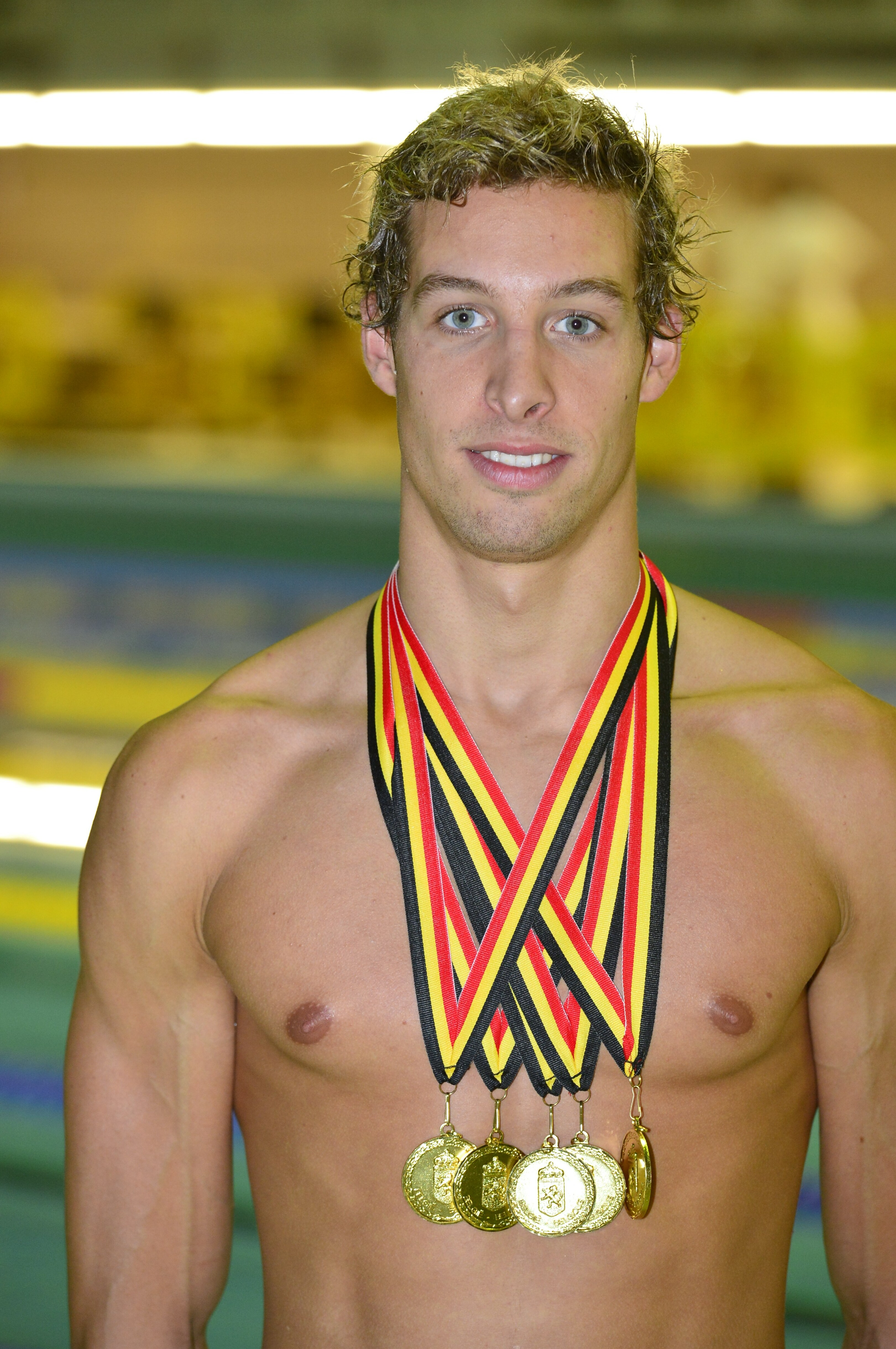
Pieter Timmers (BEL) scheitert, nach Landesrekord im Vorlauf, im Halbfinale